# بين بولك
بين بولك (بالإنجليزية: Ben Polk)‏ هو لاعب كرة قدم أمريكي في مركز الهجوم، ولد في 19 سبتمبر 1992 في فينيكس في الولايات المتحدة. لعب مع بروتلاند تمبرز 2 وبورتلاند تمبرز.

## وصلات خارجية
- بين بولك على موقع الدوري الأمريكي (الإنجليزية)
- بين بولك على موقع قاعدة بيانات كرة القدم.إي يو (الإنجليزية)
- بين بولك على موقع Soccerway.com (الإنجليزية)
- بين بولك على موقع AS.com (الإسبانية)